# Lutzomyia boliviana
Lutzomyia boliviana är en tvåvingeart som beskrevs av Velasco J. E., Trapido H. 1974. Lutzomyia boliviana ingår i släktet Lutzomyia och familjen fjärilsmyggor.
Artens utbredningsområde är Bolivia. Inga underarter finns listade i Catalogue of Life.